# Roella muscosa
Roella muscosa là loài thực vật có hoa trong họ Hoa chuông. Loài này được L.f. miêu tả khoa học đầu tiên năm 1782.